# Palazzo Mozzanica
Palazzo Mozzanica, noto anche come palazzo Varesi, è un edificio storico della città di Lodi. La sua costruzione risale al XV secolo.

## Storia
Il palazzo fu edificato sulle fondamenta di un piccolo castello del XIV secolo appartenente alla nobile famiglia lodigiana dei Vignati: ciò è confermato dalla presenza dell'emblema araldico del casato sulle colonne del portico del cortile interno.
La costruzione dell'attuale edificio venne commissionata dal conte Lorenzo Mozzanica, congiunto degli stessi Vignati, nella seconda metà del Quattrocento.
Secondo la testimonianza dello storico Giovanni Agnelli, nel luglio del 1509 il re di Francia Francesco I alloggiò nel palazzo.

## Architettura e arte

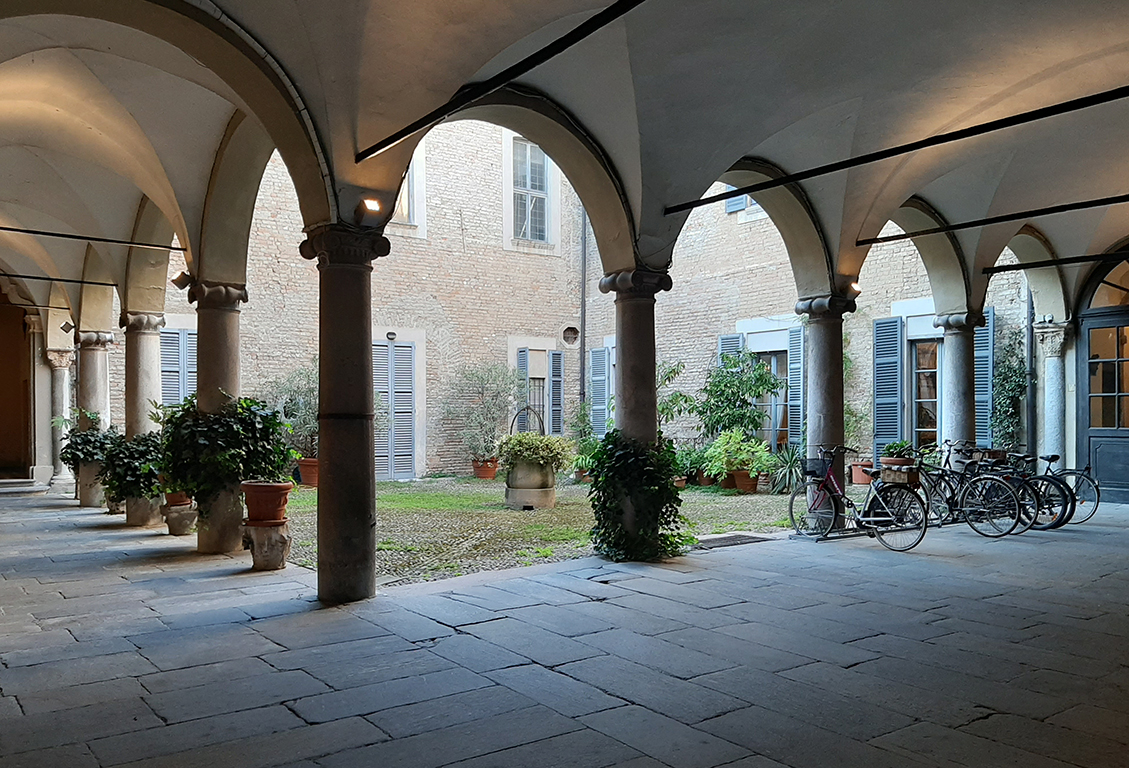
Il cortile interno

L'edificio, in stile rinascimentale, è caratterizzato da un'imponente facciata in cotto, divisa orizzontalmente da una fascia marcapiano in terracotta, decorata con ghirlande e figure mitologiche (tritoni che lottano tra loro e naiadi). Il portale in pietra, affiancato da colonne a candelabro, è adornato da bassorilievi floreali e da quattro medaglioni raffiguranti Gian Galeazzo Visconti, Isabella d'Aragona, Francesco e Bianca Maria Sforza; anche le finestre ogivali del piano superiore presentano decorazioni in cotto. Sullo spigolo dell'edificio si trova un grande stemma marmoreo.
Il palazzo si sviluppa attorno ad un cortile interno rettangolare, porticato su due lati consecutivi con colonne dotate di capitelli ionici. L'interno del piano superiore ospita numerosi affreschi.